# أحمد اليسير
أحمد اليسير مخرج ومنتج ومؤلف أردني.

## أفلام

### عندما يصبح الوقت امرأة
أخرج أحمد أول فيلم خيال علمي أردني عندما يصبح الزمن امرأة.  كان الفيلم مشروعًا تجريبيًا لتقديمه مشروع تخرجه في جامعة ميدلسكس وفاز بجوائز في العديد من المهرجانات السينمائية إلا أنه لم يكن جيدًا في الأردن. أشاد النقاد بالفيلم بسبب العناصر البسيطة ووصفه بأنه «نسمة من الهواء النقي». على الرغم من الميزانية المحدودة للفيلم، حصل طاقم العمل على بعض النتائج المبهرة. 

## عروض تلفزيونية
فيما يلي عناوين المسلسلات التي أنتجها وأخرجها أحمد اليسير

### اصفورية (ذا نوت هاوس)
عُرض المسلسل لأول مرة في 11 نوفمبر 2015 مع قناة رؤيا،  وتم الإشادة به لكونه أول مسلسل هزلي أردني. تم بث موسم ثانٍ في عام 2017.كانت الأسفورية أول تجربة تمثيلية للعديد من نجوم التواصل الاجتماعي الأردنيين مثل عمر زوربا ولينا أبو رزق وروسن حلاق. 

### لات واجن
عُرض المسلسل المصغر لأول مرة في 27 مايو 2017 على قناة خرابيش ورؤية TV على الإنترنت في شهر رمضان. يمثل المسلسل أول تجربة تمثيلية لمقدمة البرامج التلفزيونية الأردنية نادية الزعبي. يسلط البرنامج الضوء على قضايا المرأة مثل الطلاق والعمل والدراسة والأبوة والأمومة.

### انقر
تم عرض العرض لأول مرة في 17 مايو 2018 مع قناة رؤيا التلفزيونية وخدمة Viu Streaming  وتم الإشادة بجودته الفنية ومفهومه، حيث شارك فيه نجوم من جنسيات مختلفة بما في ذلك الممثل الكوميدي السوري أندريه سكاف. 

### جالتا الموسم 2
تم عرض العرض لأول مرة في 5 مايو 2019. كان العرض هو الأكثر مشاهدة في الأردن وتمت الإشادة به لإعادة المسلسل الهزلي للعائلة الخفيفة إلى الأردن بعد أن حظي بشعبية كبيرة في أوائل التسعينيات.

### سلاح بلا قتل
عُرض العرض لأول مرة في 25 أكتوبر / تشرين الأول 2019. وصف أحمد اليسير العرض بأنه صعب للغاية لكونه واحدًا من عدد قليل جدًا من الدراما الأردنية الحديثة التي لم يعتاد الجمهور عليها.

### هذه هي الأرض
مسلسل كوميدي عربي خفيف يضم نجوم مواقع التواصل الاجتماعي من جميع أنحاء الشرق الأوسط. عُرض العرض في أبريل 2020، من إنتاج أحمد اليسير وإخراج علاء إسماعيل مخرج فيلم الأفلاطون. كان العرض على شاهد و MBC. 

### اهلا سمسم
النسخة العربية من شارع سمسم. بدأ بث البرنامج في عام 2019. وهو جزء من لجنة الإنقاذ الدولية (IRC) وورشة سمسم اللتين أطلقتا مبادرة مشتركة لتزويد ملايين الأطفال اللاجئين في المنطقة ببرنامج تعليمي باللغة العربية. قدم العرض ثلاث دمى متحركة جديدة وتم تغذيته بمنحة قدرها 100 مليون دولار قدمتها مؤسسة ماكس آرثر في عام 2017.

## مؤلفات

### رحلتي إلى أديل
تمت كتابة الرواية بالاشتراك مع شقيقته رنا اليسير وتم إصدارها في 10 سبتمبر 2016  ولكن تمت إزالتها من منصات الإنترنت في أغسطس 2017 بسبب انتهاك حقوق النشر. أصدر المؤلفون الرواية مرة أخرى بدون كلمات. تم الإشادة بالرواية بسبب موضوعاتها المثيرة للجدل مثل الإلحاد ودعارة الأطفال والسحر الأسود وقوانين الطلاق في دول العالم الثالث.

### لاستو كيديسا (أنا لست قديسًا)
لست قديسًا هي الرواية الثانية لأحمد ورنا اليسير. إنه باللغة العربية وتم إصداره مع Arab Scientific Publishers في مايو 2018.

### بين ووهان وفنلندا، شمس باردة
بين ووهان وفنلندا، شمس باردة هي رواية عربية صدرت في يناير 2021 من قبل Arab Scientific Publishers. إنها تتبع قصة أربعة أشخاص تورطوا في مؤامرة أكبر بكثير منهم حول فيروس كورونا. 